# NK Nada Split
NK Nada je bio nogometni klub iz Splita. Samo ime Nada nose još neki klubovi i danas, poput Ragbi klub Nada i Baseball klub Nada.
Postojao je i nekad poznati Rukometni klub Nada. NK Nada je ugašen potkraj 1960-ih godina.

## Povijest kluba
Osnovan je između dva svjetska rata – 1933. godine pod imenom SK Espero. Prvi predsjednik kluba bio je Tomo Ivelja. Pod pritiskom ondašnjih vlasti 1935. promijenio ime u SK Nada i nastupao do početka Drugog svjetskog rata. 
 Poznato je da je još u mjesecu lipnju 1941. klub odigrao prijateljsku utakmicu s Hajdukom i izgubio s 12:0. Nastupili su zamjenjujući RNK Split koji je bio odustao od dogovorene utakmice. Ubrzo, gotovo svi klubovi se gase ne želeći djelovati pod talijanskom okupacijom. Nakon rata, 1955. Nada obnavlja svoj sportski rad kada je postojeći SD Metalac promijenio ime u SD Nada. Klub je djelovao 1950-ih i 1960-ih godina i igrao je u prvenstvu Splitskog nogometnog podsaveza. Prestao je s radom 1969. godine. 
 Obnavlja se 24. rujna 1992. godine. Sljedeće godine mijenja ime u HNK Krilnik Split, a 24. srpnja 2000. ponovo uzima svoje povijesno ime. Predsjednik kluba u obnovi 1992. bio je Mate Karađa. Iako formalno postoji, klub se još ne natječe u sustavu nogometnih liga.

## Klupski uspjesi
U sezoni 1940./41. Nada je osvojila prvenstvo Splitskog nogometnog podsaveza.
Za vrijeme svoga djelovanja Nada se nikada nije kvalificirala u viši rang natjecanja. Jednom, u sezoni 1962./63. umalo su bili prvaci svoje lige, no nisu uspjeli.

### Uspjesi u seniorskim ligaškim prvenstvima
| - 1937. - 1937./38. - 1938./39. - 1939./40. - 1940./41. - 1954. - 1955. | - 1956. - 1957. - 1958. - 1959. - 1960. - 1960./61. - 1961./62. | - 1962./63. - 1963./64. - 1964./65. - 1965./66. - 1966./67. - 1967./68. - 1968./69. |

## Igralište
Igralište NK Nada bilo je u splitskom predjelu Gripe, u blizini Higijenskog zavoda orijentirano uzduž današnje Osječke ulice. Otvoren je u mjesecu travnju 1955. godine. Igralište je bilo zemljano. Igralište su koristili i ragbijaši Nade. Nakon što je ukinuta nogometna sekcija, ragbijaši su nastavili igrati na Gripama sve do pred kraj 1970-ih. Tada se Ragbi klub Nada seli na Hajdukov Stari plac, a južno od starog Nadinog igrališta izgrađena je nova sportska dvorana za potrebe 8. Mediteranskih igara koje su se održale u Splitu 1979.

## Vanjske poveznice
- Sićate li se Sjevera, Dalmatinca i Nade...